# Henry Bernard (athlétisme)
Pour les articles homonymes, voir Bernard et Henry Bernard (homonymie).
Henry Bernard (né le 24 juillet 1900 à Boulogne-Billancourt et mort le 11 mai 1967 à Névez) est un athlète français, spécialiste du 110 mètres haies.

## Biographie
Il est champion de France du 110 mètres haies en 1921, en 1932 et 1936.
Il participe aux Jeux olympiques de 1920 à Anvers et aux Jeux olympiques de 1924 à Paris, en étant à chaque fois éliminé dès les séries de qualifications.